# Vessillo

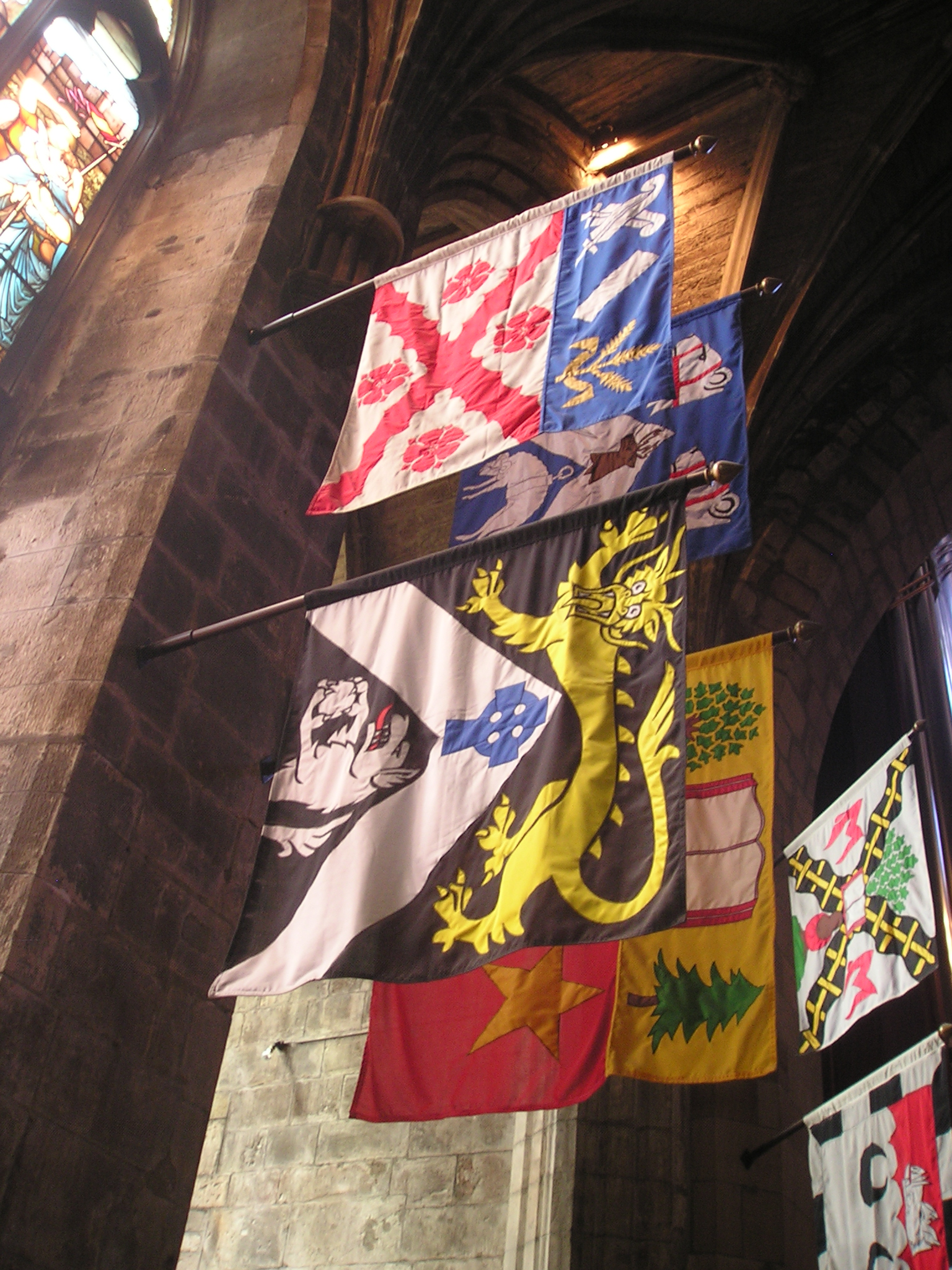
Vessilli dell'Ordine del Cardo nella Cattedrale di Sant'Egidio, Edinburgo.

Il vessillo è in senso stretto il drappo che serve da insegna. Fin dalla più remota antichità l'uomo sentì la necessità pratica di rendere facilmente visibile il proprio potere ed inalberò una insegna, un qualsiasi manufatto cioè che lo differenziasse dagli altri uomini e lo facesse riconoscere a distanza. I popoli antichi, Assiri, Indi, Sciti, Persiani, etc., li adoperavano nelle milizie dipingendovi figure riguardanti avvenimenti o simboli della loro storia. I Tebani vi raffiguravano la sfinge e gli Ateniesi la civetta di Atena.
Nell'esercito romano i vessilli erano le bandiere dei vari reparti, mentre signa erano chiamate le insegne (raffigurazione di animali o di simboli sacri), come le aquile della legione. Si chiamava inoltre vessillo una bandiera di porpora con fregi d'oro che veniva consegnata agli ufficiali superiori, tribuni, legati e prefetti, come ricompensa degli atti di valore.
Negli tardo Impero romano, fu l'insegna particolare della centuria, di cui il vessillo ne riportava il numero, oltre a quello della coorte cui la centuria stessa apparteneva.  Nell'impero fu proprio delle coorti pretoriane, delle bande di cavalli e delle compagnie dei vessillari. Questi ultimi erano legionari romani istruiti per combattere sotto un vessillo proprio, i quali stavano nelle prime file ed eseguivano azioni rapide, in luoghi ove corpi più grossi non potevano giungere.
Negli accampamenti le insegne erano raccolte insieme nel pretorio (apposita tenda) e gelosamente custodite. Si celebrava in loro onore una ricorrenza festiva durante la quale esse venivano rinnovate o riparate.
Con la caduta dell'Impero romano d'Occidente, decadde l'idea dell'organizzazione statale e quindi l'evoluzione dell'insegna da simbolo di uno stato si interruppe e diventarono distintivo di famiglie gentilizie o di persone unite da interessi particolari.